# Elisha Cuthbert
Elisha Ann Cuthbert (Calgary, Alberta, Kanada, 1982. november 30.) kanadai színésznő.

## Gyermekkora
Calgaryben született Patricia és Kevin Cuthbert gyermekeként. Általános iskolába és gimnáziumba a Centennial Regional High Schoolba járt. Los Angelesben tanult tovább, ahol megindult a filmes karrierje.

## Pályafutása
Miután Los Angelesbe költözött, modellkedni kezdett. Mellette szerepelt a gyermekeknek szóló Are You Afraid of the Dark? című horrorsorozatban. Mellékszerepet vállalt a Popular Mechanics for Kids című sorozatban, melyet Montrealban forgattak. Több sorozatban is szerepelt, de az áttörést számára a 24 hozta el. Jack Bauer lányát, Kim Bauert játszotta el. Az első három évadban mindig szerepelt, a negyedikben nem, az ötödik évadban pedig két rész erejéig láthattuk őt. Hangját adta Kim Bauernek a 24 játékváltozatához is.
Indult Mary Jane Watson szerepéért is a Pókember (2002) című filmben, melyet végül nem ő, hanem Kirsten Dunst kapott meg.
Elismert színésznő Los Angelesben és Kanadában is. Jelentősebb főszerepei voltak a a Szüzet szüntess (2004) és a Csend (2005) című filmekben. Szerepelt a 24 hatodik és hetedik évada között játszódó filmben is.

## Filmográfia

### Film
| Év   | Magyar cím               | Eredeti cím                      | Szerep                       | Magyar hang        |
| ---- | ------------------------ | -------------------------------- | ---------------------------- | ------------------ |
| 1997 | Holdfénykeringő          | Dancing on the Moon              | Sarah                        |                    |
| 1997 | Nico, az unikornis       | Nico the Unicorn                 | Carolyn Price                | Szűcs Anna Viola   |
| 1998 | Légörvény 4. – Viharzóna | Airspeed                         | Nicole Stone                 | Csuha Borbála      |
| 1999 |                          | Believe                          | Katherine Winslowe           |                    |
| 1999 | Felvonó a múltba         | Time at the Top                  | Susan Shawson                |                    |
| 2000 |                          | Who Gets the House?              | Emily Reece                  |                    |
| 2003 | Igazából szerelem        | Love Actually                    | Carol-Anne, amerikai istennő | Orosz Helga        |
| 2003 | Sulihuligánok            | Old School                       | Darcie Goldberg              | Ruttkay Laura      |
| 2004 | Szüzet szüntess          | The Girl Next Door               | Danielle                     | Zsigmond Tamara    |
| 2005 | Viasztestek              | House of Wax                     | Carly Jones                  | Zsigmond Tamara    |
| 2005 | Csend                    | The Quiet                        | Nina Deer                    |                    |
| 2007 | Rabság                   | Captivity                        | Jennifer Tree                |                    |
| 2007 | A legrosszabb nap        | He Was a Quiet Man               | Vanessa                      | Nemes Takách Kata  |
| 2008 | Szeszélyes szerelmem     | My Sassy Girl                    | Jordan Roark                 | Bogdányi Titanilla |
| 2009 | Apám hat neje            | The Six Wives of Henry Lefay     | Barbara "Barby" Lefay        | Németh Borbála     |
| 2014 |                          | Just Before I Go                 | Penny Morgan                 |                    |
| 2017 |                          | Goon: Last of the Enforcers      | Mary                         |                    |
| 2020 | Egyél müzlit!            | Eat Wheaties!                    | Janet Berry-Straw            |                    |
| 2022 |                          | The Cellar                       | Keira Woods                  |                    |
| 2022 | Repülős bandita          | Bandit                           | Andrea                       |                    |
| 2022 |                          | Friday Afternoon in the Universe | Eleanor                      |                    |

### Televízió
| Év        | Magyar cím                    | Eredeti cím                           | Szerep                | Megjegyzések                                                         |
| --------- | ----------------------------- | ------------------------------------- | --------------------- | -------------------------------------------------------------------- |
| 1997–2000 |                               | Popular Mechanics for Kids            | önmaga (házigazda)    | dokumentumsorozat                                                    |
| 1999–2000 |                               | Are You Afraid of the Dark?           | Megan                 | főszereplő                                                           |
| 2000      | E-mail az elnöknek            | Mail to the Chief                     | Madison Osgood        | - tévéfilm - magyar hangja: - Simonyi Piroska                        |
| 2001      | Largo Winch – Az igazságtevő  | Largo Winch                           | Abby                  | 1 epizód                                                             |
| 2001      | A szerencse forgandó          | Lucky Girl                            | Katlin Palmerson      | tévéfilm                                                             |
| 2001–2010 | 24                            | 24                                    | Kim Bauer             | főszereplő (79 epizód)                                               |
| 2004      |                               | MADtv                                 | önmaga / Kim Bauer    | 1 epizód                                                             |
| 2008      |                               | Tim and Eric Awesome Show, Great Job! | önmaga                | 1 epizód                                                             |
| 2008      | Guns – Az erőszak ára         | Guns                                  | Frances Dett          | minisorozat (2 epizód)                                               |
| 2008      |                               | NY-LON                                | Edie                  | megvalósulatlan próbaepizód                                          |
| 2008      | Family Guy                    | Family Guy                            | New Bedford (hangja)  | 1 epizód                                                             |
| 2010      | Elfelejtve                    | The Forgotten                         | Maxine Denver         | visszatérő szereplő (6 epizód)                                       |
| 2011–2013 | Happy Endings – Fuss el véle! | Happy Endings                         | Alex Kerkovich        | főszereplő (57 epizód)                                               |
| 2013      |                               | 2014 NHL Winter Classic               | önmaga                |                                                                      |
| 2015      |                               | One Big Happy                         | Lizzy                 | főszereplő (6 epizód)                                                |
| 2016–2020 | A farm                        | The Ranch                             | Abby Phillips-Bennett | - visszatérő szereplő (1. évad) - főszereplő (2-4. évad) - 77 epizód |
| 2020      |                               | Canada's Drag Race                    | önmaga                | vendég zsűritag (1 epizód)                                           |
| 2020      | Jann                          |                                       | önmaga                | vendég zsűritag (1 epizód)                                           |

## Fordítás
- Ez a szócikk részben vagy egészben  az   Elisha Cuthbert című angol Wikipédia-szócikk fordításán alapul.  Az eredeti cikk szerkesztőit annak laptörténete sorolja fel. Ez a jelzés csupán a megfogalmazás eredetét és a szerzői jogokat jelzi, nem szolgál a cikkben szereplő információk forrásmegjelöléseként.